# Jean-Pierre Grenier
Pour les articles homonymes, voir Jean Grenier et Grenier (homonymie).
Jean-Pierre Grenier est un acteur, metteur en scène et réalisateur français né le 20 novembre 1914 à Paris et mort le 21 février 2000 à Fréjus.

## Biographie
En 1946, Jean-Pierre Grenier fonde avec Olivier Hussenot la compagnie Grenier-Hussenot qui sera dissoute en 1957. En 1974, il prend la direction du théâtre de Boulogne-Billancourt jusqu'en 1984.
Il était le compagnon de Janine d'Almeida, agent de comédiens et productrice.

## Théâtre

### En tant que comédien
- 1938 : Les Fourberies de Scapin de Molière, mise en scène Léon Chancerel
- 1943 : Jofroi de Jean Giono
- 1944 : Cœurs en détresse de Jean-Pierre Grenier et Pierre Latour, Jardin du Palais-Royal
- 1945 : Les Gueux au paradis de Gaston-Marie Mertens, Studio des Champs-Élysées
- 1945 : L'Enlèvement au bercail de Jean-Pierre Grenier et Pierre Latour, mise en scène Jean-Pierre Grenier
- 1946 : La Parade et Orion le tueur de Jean-Pierre Grenier et Maurice Fombeure, mise en scène Jean-Pierre Grenier, théâtre de la Gaîté-Montparnasse
- 1947 : Liliom de Ferenc Molnár, mise en scène Jean-Pierre Grenier, théâtre de la Gaîté-Montparnasse
- 1949 : Les Gaités de l'escadron de Georges Courteline, mise en scène Jean-Pierre Grenier, théâtre de la Renaissance
- 1949 : Les Harengs terribles d'Alexandre Breffort, mise en scène Jean-Pierre Grenier, Cabaret Chez Gilles
- 1949 : Un petit air de trempette de Jean Bellanger, mise en scène Jean-Pierre Grenier, Cabaret Chez Gilles
- 1949 : Liliom de Ferenc Molnár, mise en scène Jean-Pierre Grenier, théâtre de la Renaissance
- 1950 : L'Étranger au théâtre d'André Roussin, mise en scène Yves Robert, Cabaret Chez Gilles
- 1950 : Les Gueux au paradis de Gaston-Marie Mertens, théâtre de la Porte-Saint-Martin
- 1950 : Grenier Hussenot actualités, Cabaret Chez Gilles
- 1950 : Justine est r'faite de Jean-Pierre Grenier, mise en scène Jean-Pierre Grenier, Cabaret La Fontaine des 4 Saisons
- 1951 : Les Trois Mousquetaires d'Alexandre Dumas, mise en scène Jean-Pierre Grenier, théâtre de la Porte-Saint-Martin
- 1952 : Philippe et Jonas d'Irwin Shaw, mise en scène Jean-Pierre Grenier, théâtre de la Gaîté-Montparnasse
- 1953 : L'Huitre et la perle de William Saroyan, mise en scène Jean-Pierre Grenier, théâtre Fontaine
- 1954 : Responsabilité limitée de Robert Hossein, mise en scène Jean-Pierre Grenier, théâtre Fontaine
- 1954 : L’Amour des quatre colonels de Peter Ustinov, mise en scène Jean-Pierre Grenier, théâtre Fontaine
- 1956 : Nemo d'Alexandre Rivemale, mise en scène Jean-Pierre Grenier, théâtre Marigny
- 1956 : L'Hôtel du libre échange de Georges Feydeau, mise en scène Jean-Pierre Grenier, théâtre Marigny
- 1957 : Romanoff et Juliette de Peter Ustinov, mise en scène Jean-Pierre Grenier, théâtre Marigny

### En tant que metteur en scène
- 1943 : Jofroi de Jean Giono
- 1944 : Cœurs en détresse de Jean-Pierre Grenier et Pierre Latour, Jardin du Palais-Royal
- 1945 : L'Enlèvement au bercail de Jean-Pierre Grenier et Pierre Latour
- 1946 : La Parade et Orion le tueur de Jean-Pierre Grenier et Maurice Fombeure, théâtre de la Gaîté-Montparnasse
- 1947 : Liliom de Ferenc Molnár, théâtre de la Gaîté-Montparnasse
- 1948 : L'Escalier d'Yves Farge, théâtre de la Gaîté-Montparnasse
- 1948 : L'Adolescent parfumé de Jean Bellanger, Cabaret Chez Gilles
- 1949 : Les Gaités de l'escadron de Georges Courteline, théâtre de la Renaissance
- 1949 : Les Harengs terribles d'Alexandre Breffort, Cabaret Chez Gilles
- 1949 : Un petit air de trempette de Jean Bellanger, Cabaret Chez Gilles
- 1949 : La Fête du gouverneur d'Alfred Adam, théâtre de la Renaissance
- 1949 : Liliom de Ferenc Molnár, théâtre de la Renaissance
- 1950 : Grenier Hussenot actualités, Cabaret Chez Gilles
- 1950 : Justine est r'faite de Jean-Pierre Grenier, Cabaret La Fontaine des Quatre-Saisons
- 1951 : Les Trois Mousquetaires d'Alexandre Dumas, théâtre de la Porte-Saint-Martin
- 1952 : Le Sire de Vergy de Robert de Flers, Gaston Arman de Caillavet, théâtre La Bruyère
- 1952 : L'École du crime, Cabaret La Fontaine des Quatre-Saisons
- 1952 : Philippe et Jonas d'Irwin Shaw, théâtre de la Gaîté-Montparnasse
- 1953 : Les Images d'Épinal d'Albert Vidalie, Cabaret La Fontaine des Quatre-Saisons
- 1953 : Azouk d'Alexandre Rivemale, théâtre Fontaine
- 1953 : L'Huitre et la perle de William Saroyan, théâtre Fontaine
- 1953 : Les Images d'Epinal d'Albert Vidalie, Cabaret La Fontaine des Quatre-Saisons
- 1954 : Responsabilité limitée de Robert Hossein, théâtre Fontaine
- 1954 : Le Marché aux puces d'André Gillois, théâtre des Célestins
- 1954 : L’Amour des quatre colonels de Peter Ustinov, théâtre Fontaine
- 1955 : Les Petites Filles modèles d'Albert Vidalie, Cabaret La Fontaine des Quatre-Saisons
- 1956 : Nemo d'Alexandre Rivemale, théâtre Marigny
- 1956 : L'Hôtel du libre échange de Georges Feydeau, théâtre Marigny
- 1957 : La Visite de la vieille dame de Friedrich Dürrenmatt, théâtre Marigny
- 1957 : Romanoff et Juliette de Peter Ustinov, théâtre Marigny
- 1958 : L’Amour des quatre colonels de Peter Ustinov, reprise théâtre de l'Ambigu
- 1958 : Tessa, la nymphe au cœur fidèle de Jean Giraudoux d'après Basil Dean et Margaret Kennedy, théâtre Marigny
- 1958 : L'Étonnant Pennypacker de Liam O'Brien, adaptation Roger Ferdinand, théâtre Marigny
- 1959 : Le Vélo devant la porte adaptation Marc-Gilbert Sauvajon d'après Desperate Hours de Joseph Hayes, théâtre Marigny
- 1959 : Champignol malgré lui de Georges Feydeau, théâtre Marigny
- 1960 : L'Impasse de la fidélité d’Alexandre Breffort, théâtre des Ambassadeurs
- 1960 : Le Mobile, paroles d'Alexandre Rivemale, musique d'Henri Betti, théâtre Fontaine
- 1961 : Liliom de Ferenc Molnár, théâtre de l'Ambigu
- 1962 : La Reine galante d'André Castelot, théâtre des Ambassadeurs
- 1963 : L'Assassin de la générale d'Albert Husson, théâtre Michel
- 1964 : Croque-monsieur de Marcel Mithois, théâtre Saint-Georges
- 1964 : Jo de Claude Magnier, théâtre des Nouveautés
- 1965 : La Calèche de Jean Giono, théâtre Sarah Bernhardt (avec Pierre Vaneck, Maria Mauban, Pierre Vernier, Gabriel Jabbour et Claude Brasseur, décoration de Pierre Clayette)[2]
- 1966 : La Bouteille à l'encre d'Albert Husson, théâtre Saint-Georges
- 1967 : Saint Dupont de Marcel Mithois, théâtre de la Renaissance
- 1969 : La Vie parisienne de Jacques Offenbach, livret Henri Meilhac et Ludovic Halévy, théâtre des Célestins
- 1970 : Au théâtre ce soir : Match de Michel Fermaud, réalisation Pierre Sabbagh, théâtre Marigny
- 1970 : L'Amour masqué de Sacha Guitry, théâtre du Palais Royal
- 1970 : Les Sincères de Marivaux, avec les élèves du Centre d'Art Dramatique de la rue Blanche
- 1970 : Le Bonnet du fou de Luigi Pirandello, avec les élèves du Centre d'Art Dramatique de la rue Blanche
- 1970 : Le Dindon de Georges Feydeau, avec les élèves du Centre d'Art Dramatique de la rue Blanche
- 1970 : Pourquoi m'avez-vous posée sur le palier ? de Catherine Peter Scott, théâtre Saint-Georges
- 1971 : Le Cheval fou de Jean Giono, Conservatoire national supérieur d'art dramatique
- 1972 : Le Légume de F. Scott Fitzgerald, théâtre Hébertot
- 1974 : Croque-monsieur de Marcel Mithois, théâtre Saint-Georges
- 1978 : Un piano dans l'herbe de Françoise Sagan

#### Opéras
- 1954 : L'Enlèvement au sérail de Mozart, Festival d'Aix-en-Provence
- 1955 : Orphée de Christoph Willibald Gluck, Opéra de Genève
- 1955 : Mireille de Charles Gounod, Festival d'Aix-en-Provence
- 1955 : Roméo et Juliette de Hector Berlioz, Paris
- 1956 : Platée de Jean-Philippe Rameau, Festival d'Aix-en-Provence
- 1957 : Carmen de Georges Bizet, Festival d'Aix-en-Provence
- 1958 : La Flûte enchantée de Mozart, Festival d'Aix-en-Provence
- 1959 : Carmen de Georges Bizet, Santander
- 1961 : Le Comte Ory de Gioachino Rossini, Opéra de Strasbourg
- 1961 : La Flûte enchantée de Mozart, Festival d'Aix-en-Provence
- 1963 : La Flûte enchantée de Mozart, Festival d'Aix-en-Provence
- 1964 : Platée de Jean-Philippe Rameau, Festival d'Aix-en-Provence
- 1965 : La Flûte enchantée de Mozart, Festival d'Aix-en-Provence
- 1969 : La Chauve-souris de Johann Strauss fils, Opéra-Comique
- 1969 : La Vie parisienne de Jacques Offenbach, théâtre des Célestins
- 1970 : L'Amour masqué de Sacha Guitry et André Messager, théâtre des Célestins, théâtre du Palais-Royal
- 1970 : L'Italienne à Alger de Gioachino Rossini, Festival d'Aix-en-Provence
- 1971 : La Flûte enchantée de Mozart, Festival d'Aix-en-Provence
- 1971 : Il Tabarro de Giacomo Puccini, Opéra de Paris
- 1972 : La Chauve-souris de Johann Strauss fils, Opéra de Monte-Carlo

### En tant qu'auteur
- Orion le Tueur, fantaisie mélodramatique en 6 tableaux, 2 enlèvements et un anneau magique, de Jean-Pierre Grenier et Maurice Fombeure, Palais de Chaillot, 18 mars 1946
- Cœurs en détresse de Jean-Pierre Grenier et Pierre Latour
- L'Enlèvement au bercail de Jean-Pierre Grenier et Pierre Latour
- Justine est r'faite de Jean-Pierre Grenier

## Filmographie

### En tant qu'acteur
- 1946 : La Colère des dieux de Karel Lamač
- 1946 : Un rigolo, court métrage de Georges Chaperot
- 1949 : Maya de Raymond Bernard : Jean
- 1949 : Le Point du jour de Louis Daquin
- 1949 : Le Parfum de la dame en noir de Louis Daquin
- 1950 : Justice est faite d'André Cayatte : Jean-Luc Flavier
- 1951 : Maître après Dieu de Louis Daquin ; Maries[3]
- 1952 : Nous sommes tous des assassins d'André Cayatte : le docteur Destouches
- 1952 : Agence matrimoniale de Jean-Paul Le Chanois : Jacques
- 1953 : La Vie passionnée de Clemenceau, documentaire de Gilbert Prouteau : narrateur
- 1953 : Crin-Blanc d'Albert Lamorisse : narrateur
- 1953 : Avant le déluge de André Cayatte  (voix)
- 1954 Le Rouge et le Noir de Claude Autant-Lara
- 1955 : Le Dossier noir d'André Cayatte : Gilbert le Guen
- 1957 : Le Mystère de l'atelier quinze, court métrage d'André Heinrich et Alain Resnais : narrateur

### En tant que réalisateur
- 1981: King Vidor et les Pionniers d'Hollywood

### En tant que scénariste
- 1965: La Bonne Occase de Michel Drach

## Publications
- Orion le Tueur, scénario de Jean-Pierre Grenier, dialogues et chansons de Maurice Fombeure, Bordas, 1946 (BNF 32193688)
- Jean-Pierre Grenier, En passant par la scène, Besançon, Editions La Manufacture, 1992, 271 p. (ISBN 2-7377-0314-X)